# Edwin Wolfram Dahl
Edwin Wolfram Dahl (* 17. Juni 1928 in Solingen; † 17. Oktober 2015) war ein deutscher Schriftsteller. Er ist vor allem für seine Lyrik bekannt.

## Leben und Wirken
Edwin Wolfram Dahl besuchte eine Handelsschule und absolvierte anschließend eine kaufmännische Lehre. Er war als leitender Angestellter in einer Versicherungsfirma tätig. Daneben hörte er akademische Vorlesungen zur Philosophie, Psychologie sowie zur Literatur- und Kunstgeschichte und unternahm ausgedehnte Studienreisen. Er lebte bis 1980 in Solingen und zog dann nach München in die Kidlerstraße.
Edwin Wolfram Dahls Werk besteht aus Gedichten, lyrischer Prosa, Essays und Hörspielen. Zu schreiben begann er in seiner Jugend, aber erst 1966 erschien ein Gedicht in den Neuen Deutschen Heften und 1967 ließ er seinem Debüt einen Abdruck in der Frankfurter Allgemeinen Zeitung folgen. Seitdem konnte er Gedichte in renommierten Tageszeitungen wie der Neuen Zürcher Zeitung oder der Süddeutschen Zeitung platzieren. Außerdem fanden Gedichte Eingang in die prominenten Lyrik-Anthologien Nachkrieg und Unfrieden (herausgegeben von Hilde Domin mit fünf im Band verstreuten Gedichten von Dahl), Frankfurter Anthologie (hier wurde in Band 1 Fontana di Trevi abgedruckt und interpretiert), in Karl Otto Conradys Lyrik-Editionen (drei Gedichte, s. Das große deutsche Gedichtbuch von 1500 bis zur Gegenwart, S. 748 f/Der große Conrady. Das Buch deutscher Gedichte, S. 933 f) und in 1000 Deutsche Gedichte und ihre Interpretationen (herausgegeben von Marcel Reich-Ranicki). Insgesamt sind es rund 50 Anthologien, in denen Dahl vertreten ist.
Im Jahr 1973 erhielt Dahl ein Arbeitsstipendium vom Land Nordrhein-Westfalen. Für sein schriftstellerisches Werk erhielt der Autor 1992 den Kulturpreis der Bürgerstiftung Baden „Solingen 600“ sowie 2002 das Bundesverdienstkreuz.
Edwin Wolfram Dahl war ab 1980 mit Gertrud Thgerese Dahl, geborene Rochelsberg, verheiratet. Er stand am 17. Oktober 2015 und wurde auf dem Stadtfriedhof zu Bayreuth beigesetzt.

## Stil
In der Regel sind seine Gedichte nicht gereimt, weisen freie Rhythmen auf und unregelmäßige Strophenformen. In den kurzen Verszeilen steckt eine „präzise Knappheit der Sprache“. Dafür gibt es oft Zusammenschlüsse zu Zyklen. Das Solinger Tageblatt beschrieb diese Knappheit: „Dahl schafft in seiner abstrahierenden Form die sprachliche Gratwanderung zwischen Wort und Verschweigen; er meißelt symbolisch wie ein Bildhauer radikal alles weg, was seine persönliche Sicht auf die Welt stören könnte. Dabei haben Motive und Metaphern Bestand. Eis, Blut, Krieg, Atem, Tod sind die Konstanten des von ihm beschriebenen Kosmos. Diese Lyrik hat ihre Leser verdient: Sie erschafft eine stille, Kraft gebende Gegen-Welt.“
Dahl bezog sich auch auf die symbolhaften Gestalten der griechischen Mythologie, ebenso wie auf die „magisch-mystischen Frauenbilder der europäischen Poesie“, und er kannte die „Tradition des hohen deutschen Gedichts von Hölderlin bis Celan“.
Insgesamt fordern die Verse vom Leser trotz ihrer Übersichtlichkeit eine hohe Aufmerksamkeit. Joachim Günther schrieb im Berliner Tagesspiegel dazu: „Die Logik der Verse wird oft jäh unterbrochen. Bilder blitzen hinein. Die Sprache hält einen Duktus ein, der nicht auf übliche grammatische Regeln und Syntax gebracht werden kann. Hinwiederum erscheint aber wenig ‚Unverständliches‘ in Versen, sofern man sich einmal auf Ton und Rhythmus mit Ohr und Kopf eingestellt hat.“

## Werke
- Zwischen eins und zweitausend (= Bechtle-Lyrik; Band 20). Bechtle-Druck, München/Esslingen 1970.
- Gesucht wird Amfortas (= Bechtle-Lyrik; Band 21). Bechtle-Druck, Esslingen 1974, ISBN 3-7628-0352-8. Gedichte und Prosa
- Außerhalb der Sprechzeit. Gedichte (= Bechtle-Lyrik; Band 27). Bechtle-Druck, Esslingen 1978, ISBN 3-7628-0380-3.
- Zum Atmen bleibt noch Zeit. Gedichte (= Münchner Edition). Schneekluth, München 1984, ISBN 3-7951-0914-0.
- Von Staunen einen Rest. Gedichte. Otto Müller Verlag, Salzburg 1989, ISBN 3-7013-0752-0.
- An einem einzigen Tag. Gedichte. Otto Müller Verlag, Salzburg 1991, ISBN 3-7013-0811-X.
- Frühe Bilder, späte Spiegel. Gedichte. Bechtle-Druck, Esslingen 1995 (Privatdruck).
- Zweiseelenhaus. Ausgewählte Prosa. Bechtle-Druck, Esslingen 1996 (Privatdruck).
- Lichtstaub. Gedichte. Bechtle-Druck, Esslingen 1998 (Privatdruck).
- Und niemand ist Zeuge. Gedichte. Otto Müller Verlag, Salzburg/Wien 1998, ISBN 3-7013-0967-1.
- Wasserzeichen in Augen.Gedichte. Otto Müller Verlag, Salzburg/Wien 2008, ISBN 978-3-7013-1146-0.